# Catherine Poirot
Catherine Poirot (Tours, 9 aprile 1963) è un'ex nuotatrice francese.
Ha partecipato ai Giochi olimpici di Mosca 1980 e di Los Angeles 1984, dove ha vinto la medaglia di bronzo nei 100 metri rana, rilanciando con Frédéric Delcourt (medaglia d'argento nei 200 metri dorso) il nuoto francese, che non vinceva una medaglia olimpica dalle Olimpiadi di Città del Messico 1968 con Alain Mosconi.
Durante la sua carriera atletica, è stata affiliata al Club des Nageurs di Parigi e successivamente al CJF Fleury-les-Aubrais, ma ha svolto gran parte della sua carriera presso l'Istituto Nazionale dello Sport sotto la guida di Michel Pedroletti.
Era sposata con Henri Sérandour, presidente del comitato olimpico francese, morto il 12 novembre 2009.